# Onmyoji Arena
Onmyoji Arena est un jeu vidéo mobile de type MOBA, similaire aux MOBA traditionnels, lancé par NetEase et ouvert en bêta publique le 12 janvier 2018.  

## Système de jeu
Le gameplay de base consiste à tuer des ennemis et à détruire le camp de l'ennemi ou à le faire se rendre, que ce soit avec des coéquipiers ou seul. Les joueurs jouent le jeu en faisant glisser leurs doigts sur la manette située dans le coin inférieur gauche de l'écran et sur les différents boutons de compétences pour manipuler vos dieux afin de libérer leurs compétences. 